# Балайчук
Балайчу́к — село Раухівської селищної громади у Березівському районі Одеської області в Україні. Населення становить 436 осіб.

## Історія
Село було засноване німецькими колоністами й отримало назву Келлер. Станом на 1886 рік в селі Демидівської волості Тираспольського повіту Херсонської губернії мешкало 627 осіб, налічувалось 110 дворових господарств, існували земська станція та лавка.

## Населення
Згідно з переписом 1989 року населення села становило 546 осіб, з яких 233 чоловіки та 313 жінок.
За переписом населення 2001 року в селі мешкало 436 осіб.

### Мова
Розподіл населення за рідною мовою за даними перепису 2001 року:
| Мова       | Чисельність | Відсоток |
| ---------- | ----------- | -------- |
| українська | 430         | 98,62%   |
| російська  | 4           | 0,92%    |
| білоруська | 1           | 0,23%    |
| болгарська | 1           | 0,23%    |
| Усього     | 436         | 100%     |